# Данилов, Леонид Иванович (механик)
Леонид Иванович Данилов (18 июля 1923 года, село Тетерье, Омская губерния — 21 июля 2010 года) — российский инженер-механик. Заслуженный изобретатель СССР (1984), лауреат Государственной премии СССР (1987).

## Биография
Родился 18 июля 1923 года в селе Тетерье Омской губернии (ныне Исилькульский район). Окончил Кузнецкий металлургический техникум и в 1951 году — вечернее отделение Сибирского металлургического института в Новокузнецке.
В 1943—1962 годах работал на Кузнецком металлургическом комбинате (последняя должность — и. о. главного механика).
С 1962 по 1999 год — на Череповецком металлургическом заводе: главный механик, с 1988 года начальник управления перспективной техники и технологии.
В 1989 году избирался народным депутатом СССР от ВОИР.
Кандидат технических наук. Соавтор более 80 изобретений и свыше 200 рационализаторских предложений.

## Награды и звания
- Заслуженный изобретатель СССР[2]
- Заслуженный изобретатель РСФСР[3]
- Заслуженный машиностроитель РСФСР (1981)[4]
- Ленинская премия (1980) — за участие в создании принципиально новой системы станов для прокатки профилей высокой точности
- Государственная премия СССР (1987) — за создание специальных марок стали и внедрение их в различные отрасли народного хозяйства
- Государственная премия Российской Федерации (1998) — за разработку новой технологии производства плакирования ферритных материалов, создание специальных марок стали и внедрение их в различные отрасли народного хозяйства[5]
- Премия Совета Министров СССР (1973) — за разработку проекта и строительство доменной печи № 4
- орден Октябрьской Революции
- орден Трудового Красного Знамени
- медали «За доблестный труд в Великой Отечественной войне», «За трудовое отличие», «За трудовую доблесть», «За доблестный труд»
- Почётный гражданин города Череповец (1983).